# Varogne
Varogne ist eine Gemeinde im französischen Département Haute-Saône in der Region Bourgogne-Franche-Comté.

## Geographie
Varogne liegt auf einer Höhe von 262 m über dem Meeresspiegel, etwa elf Kilometer nordnordöstlich der Stadt Vesoul (Luftlinie). Das Dorf erstreckt sich im zentralen Teil des Départements, im Nordosten des Beckens von Vesoul, an einem leicht nach Süden geneigten Hang über dem Tälchen des Ruisseau de Vienne.
Die Fläche des 4,41 km² großen Gemeindegebiets umfasst einen Abschnitt im Bereich des Beckens von Vesoul. Der südliche Teil des Gebietes wird von der Talmulde des Ruisseau de Vienne eingenommen, der für die Entwässerung nach Südwesten zum Bâtard sorgt. Nördlich an die Talmulde schließt sich das Plateau von Varogne an, das durchschnittlich auf 270 m liegt. Es wird überwiegend landwirtschaftlich genutzt und leitet nach Osten zum Becken von Saulx über. Die östliche Abgrenzung verläuft im Bereich des Haut de Chenevières (296 m). Nach Norden erstreckt sich das Gemeindeareal in die Waldungen des Bois de Revreuge und des Bois de la Bataille. Mit 330 m wird hier die höchste Erhebung von Varogne erreicht. In geologisch-tektonischer Hinsicht besteht dieser Geländeabschnitt aus einer Wechsellagerung von sandig-mergeligen und kalkigen Sedimenten, die während der Lias (Unterjura) abgelagert wurden.
Nachbargemeinden von Varogne sind Neurey-en-Vaux im Norden, Vilory im Osten, Vellefrie und Flagy im Süden sowie Le Val-Saint-Éloi im Westen.

## Geschichte
Im Mittelalter gehörte Varogne zur Freigrafschaft Burgund und darin zum Gebiet des Bailliage d’Amont. Zusammen mit der Franche-Comté gelangte das Dorf mit dem Frieden von Nimwegen 1678 definitiv an Frankreich. Heute ist Varogne Mitglied des sechs Ortschaften umfassenden Gemeindeverbandes Terres de Saône.

## Sehenswürdigkeiten
Die Dorfkirche Saint-Barthélemy in Varogne wurde im 18. Jahrhundert neu erbaut und besitzt einen Turm im Imperialstil. Ebenfalls aus dieser Zeit stammt die Fassung der Quelle Fontaine Voyo.

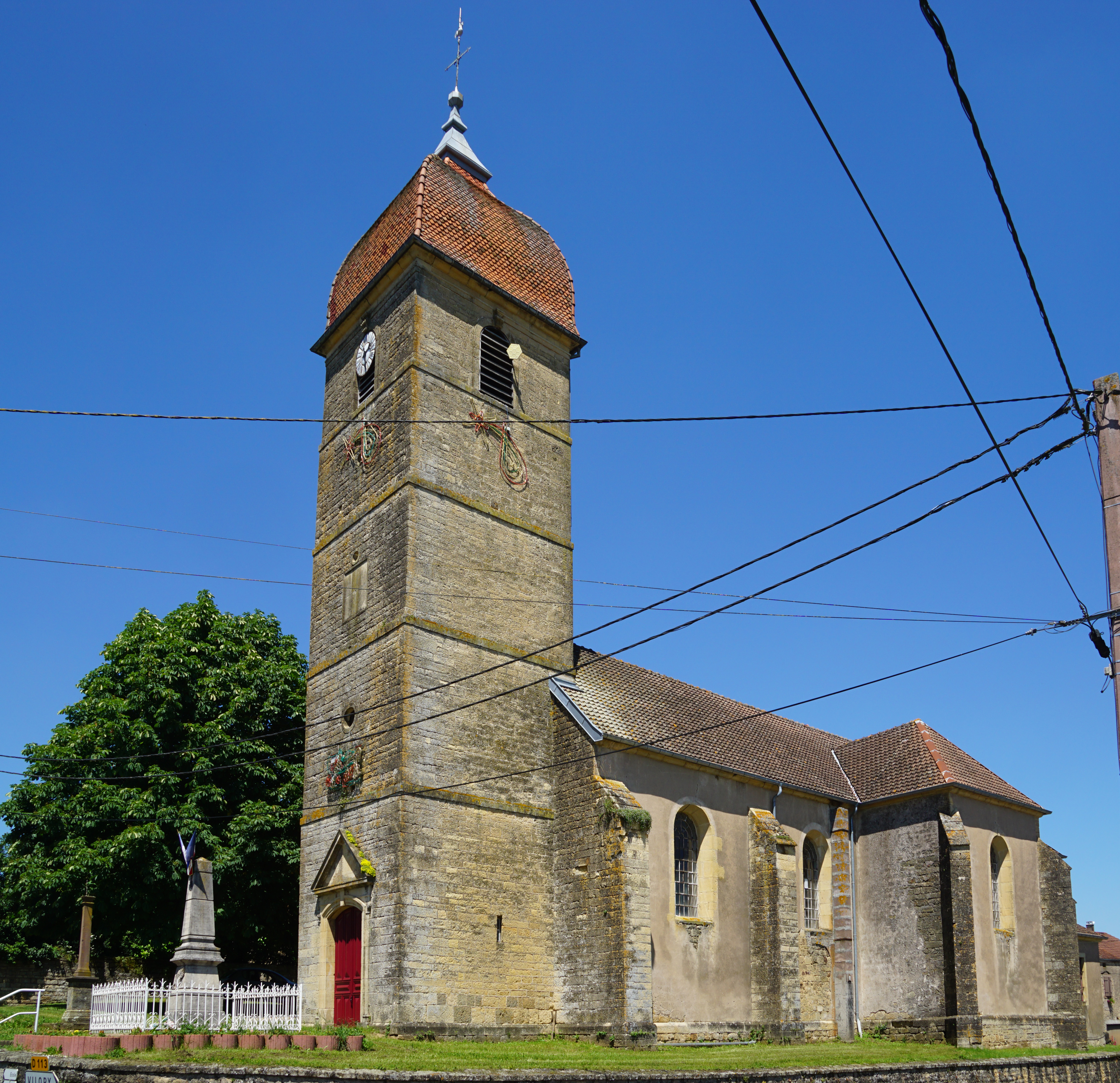
Kirche Saint-Barthélemy
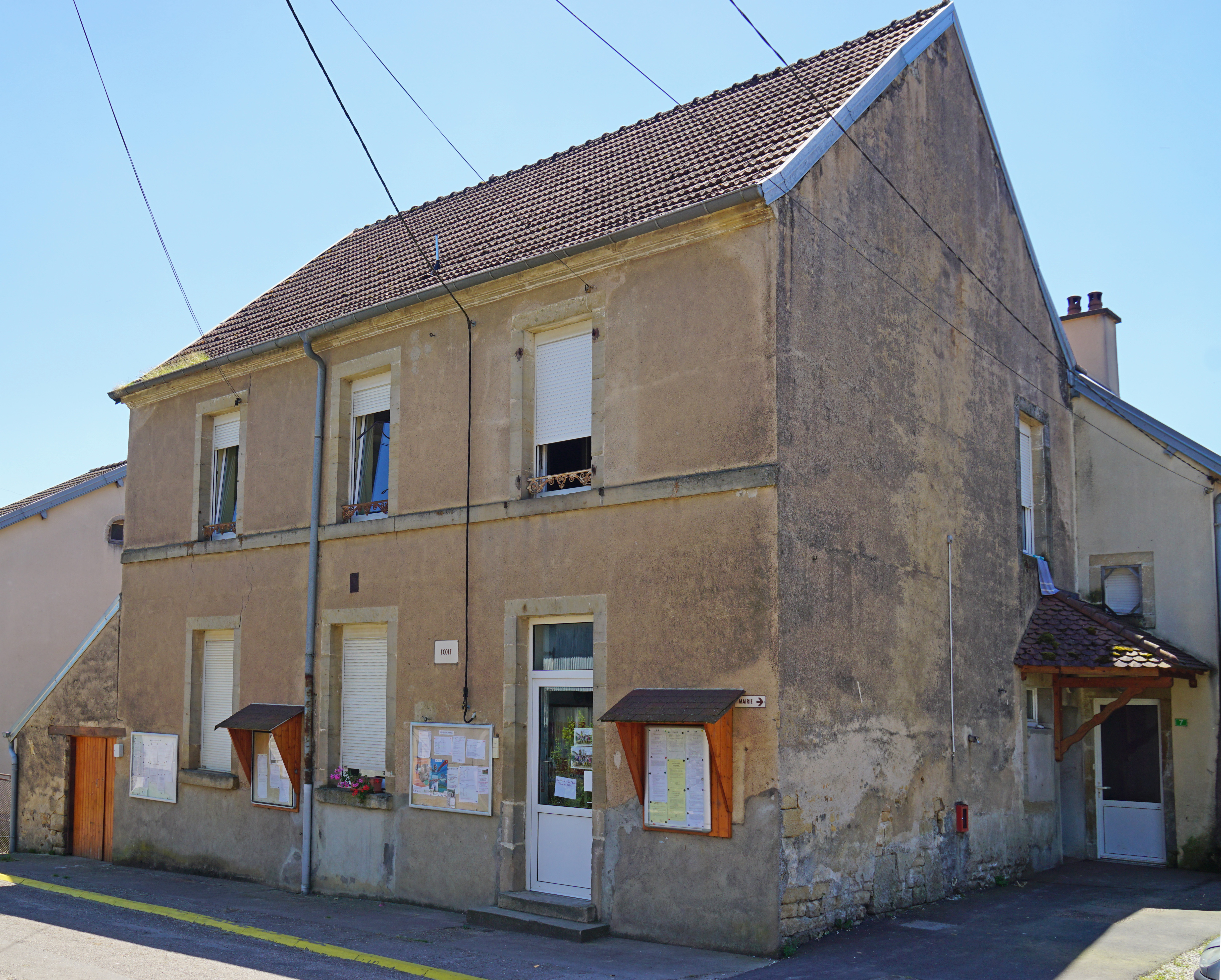
Rathaus- und Schulgebäude
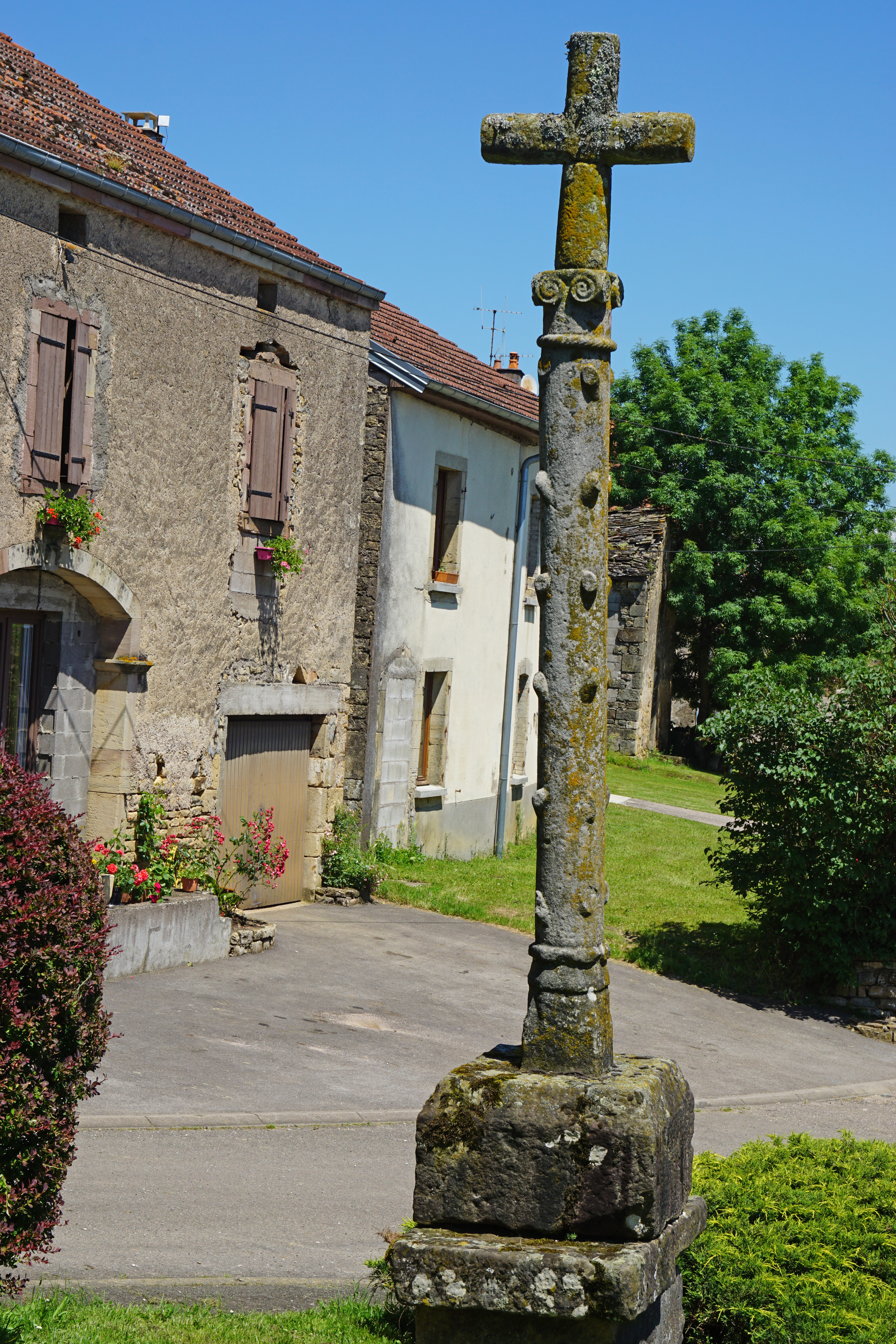
Wegkreuz
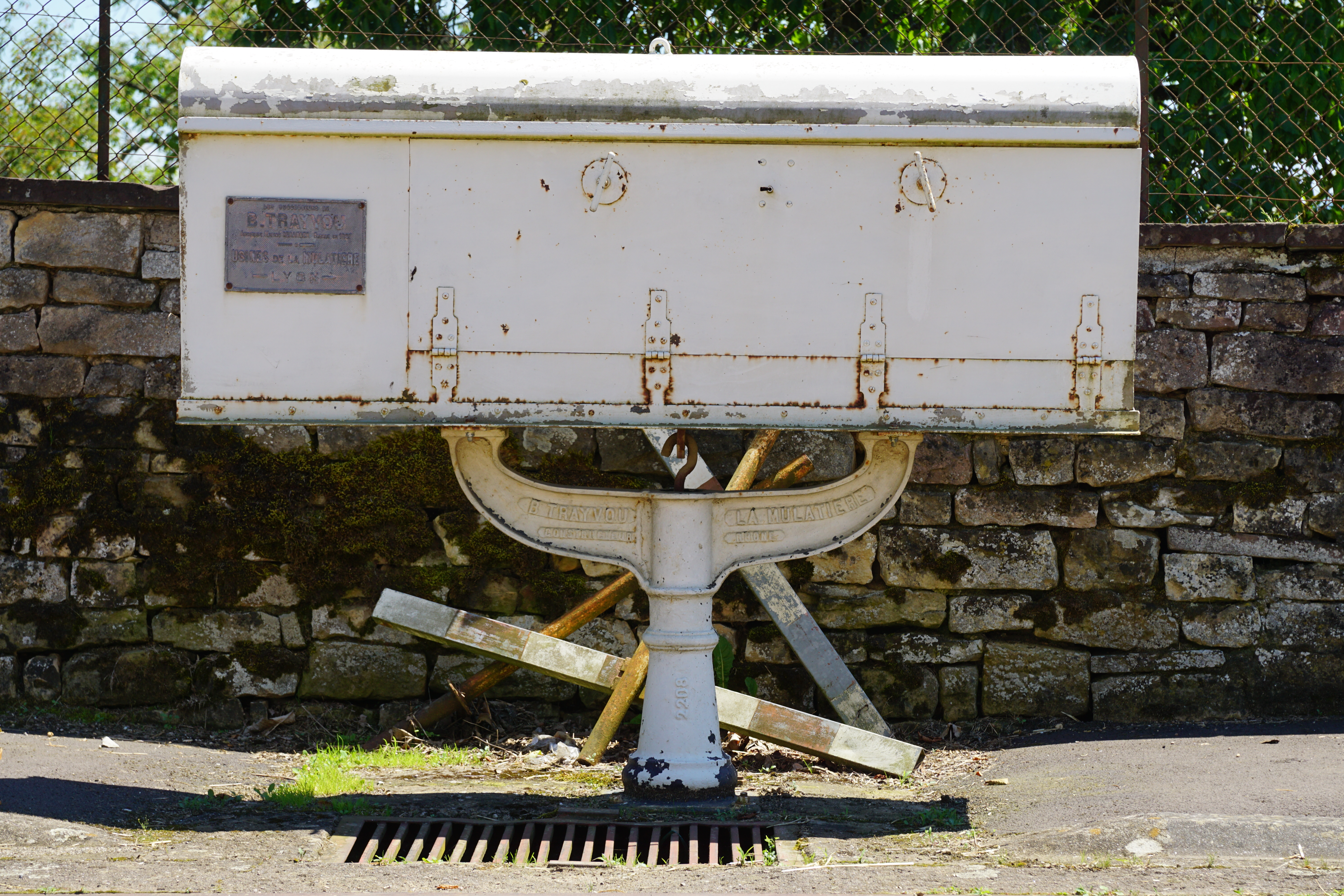
Öffentliche Waage

## Bevölkerung
| Jahr                       | 1962 | 1968 | 1975 | 1982 | 1990 | 1999 | 2006 |
| Einwohner                  | 108  | 98   | 120  | 136  | 131  | 115  | 135  |
| Quellen: Cassini und INSEE |      |      |      |      |      |      |      |

Mit 156 Einwohnern (1. Januar 2022) gehört Varogne zu den kleinen Gemeinden des Département Haute-Saône. Nachdem die Einwohnerzahl in der ersten Hälfte des 20. Jahrhunderts deutlich abgenommen hatte (1881 wurden noch 252 Personen gezählt), wurden seit Beginn der 1960er Jahre nur noch relativ geringe Schwankungen verzeichnet.

## Wirtschaft und Infrastruktur
Varogne ist noch heute ein vorwiegend durch die Landwirtschaft (Ackerbau, Obstbau und Viehzucht) und die Forstwirtschaft geprägtes Dorf. Außerhalb des primären Sektors gibt es nur wenige Arbeitsplätze im Ort. Einige Erwerbstätige sind deshalb Wegpendler, die in den größeren Ortschaften der Umgebung ihrer Arbeit nachgehen.
Der Ort liegt abseits der größeren Durchgangsachsen an einer Departementsstraße, die von Vesoul nach Saint-Loup-sur-Semouse führt. Weitere Straßenverbindungen bestehen mit Vellefrie und Vilory.